# Lavis
Lavis es una localidad y comune italiana de la provincia de Trento, región de Trentino-Alto Adigio.
En 2021, el municipio tenía una población de 9156 habitantes.
Se ubica en la periferia septentrional de la capital provincial Trento, en la salida de la ciudad de las carreteras SS12 que lleva a Bolzano y SS612 que lleva a Cavalese. Lavis está separado de Trento por el río Avisio.

## Evolución demográfica
| Gráfica de evolución demográfica de Lavis entre 1861 y 2001 |
|                                                             |
| Fuente ISTAT - elaboración gráfica de Wikipedia             |